# Trisetum projectum
Trisetum projectum är en gräsart som beskrevs av Louis-marie. Trisetum projectum ingår i släktet glanshavren, och familjen gräs. Inga underarter finns listade i Catalogue of Life.